# 中島洋一

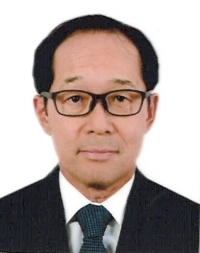
外務省より公表された肖像

中島 洋一（なかじま よういち、1962年10月8日‐）は，日本の外交官 。
在イスラエル大使（パレスチナ関係担当）を経て，2024年より在イエメン大使を務める。

## 略歴
愛知県出身
- 1987年 国際大学大学院国際関係学研究科修了
- 1987年12月 在オマーン日本国大使館専門調査員
- 1990年12月 外務省入省
- 2004年 4月 中東アフリカ局中東第一課 課長補佐
- 2006年 1月 在ヨルダン日本国大使館 一等書記官
- 2009年 5月 在スーダン日本国大使館 一等書記官
- 2011年10月 国際協力局国別開発協力第三課 課長補佐
- 2013年 8月 中東アフリカ局中東第二課 課長補佐
- 2015年 8月 在英国日本国大使館 一等書記官
- 2019年 6月 在サウジアラビア日本国大使館 一等書記官
- 2022年 9月 在イスラエル日本国大使館 一等書記官
- 2022年 9月 在イスラエル日本国大使館大使（パレスチナ関係担当）
- 2024年12月 在イエメン国駐箚 特命全権大使